# Tomislav Zubčić
Tomislav Zubčić, né le 17 janvier 1990, à Zadar, en Croatie, est un joueur croate de basket-ball. Il évolue au poste de pivot.

## Carrière junior
Tomislav Zubčić commence sa carrière junior avec l'équipe junior du KK Zadar, sa ville natale. Il rejoint ensuite l'équipe des jeunes du Cibona Zagreb.

## Carrière professionnelle
Tomislav Zubčić commence sa carrière lors de la saison 2007-2008 avec l'équipe du KK Rudeš, une équipe de la banlieue de Zagreb.
Il retourne au Cibona Zagreb à partir de la saison 2008-2009. Il évoluera pour le club croate jusqu'en janvier 2013 et un départ pour la Lituanie et le club du Lietuvos rytas avec qui il finit la saison en cours.
Le 11 avril 2009, il participe au Nike Hoop Summit à Portland qui oppose les meilleurs lycéens américains aux meilleurs prospects mondiaux. Cette année-là, il affronte dans l'équipe américaine des joueurs comme John Wall, DeMarcus Cousins, Avery Bradley et John Henson et est associé entre autres à Kevin Seraphin et Edwin Jackson. L'équipe monde s'impose 97 à 89 face aux américains.
Tomislav Zubčić est drafté en 2012 en 56e position par les Raptors de Toronto mais il ne rejoindra jamais la franchise canadienne. 
Le 23 septembre 2013, il retourne en Croatie avec le club du KK Cedevita. Il quitte le club en octobre 2015 sans avoir participé à aucun match de la saison 2015-2016.
En juin 2015, le Thunder d'Oklahoma City récupère les droits de Zubčić dans un échange avec les Raptors contre Luke Ridnour et de l'argent.
Le 24 décembre 2015, il rejoint la NBA Development League et les Blue d'Oklahoma City pour la saison 2015-2016. Le 23 septembre 2016, le Thunder renonce aux droits de Tomislav Zubčić. Il devient agent libre. 
Le 29 septembre 2016, il signe avec le club de BK Avtodor Saratov en Russie. Le 2 décembre 2016, il s'engage avec le  BK Nijni Novgorod pour le reste de la saison.
Le 28 juillet 2017, il s'engage en Turquie avec Trabzonspor. Le 22 novembre 2017, il rejoint l'Allemagne et le club de Telekom Baskets Bonn pour la fin de saison.
Le 20 août 2018, il rejoint la Bosnie-Herzégovine et le club du KK Igokea. En janvier 2019, il quitte la Bosnie pour rejoindre l'Espagne et le club de Bàsquet Manresa.
Fin juillet 2019, il s'engage avec le club russe du BK Ienisseï Krasnoïarsk en VTB United League. 
Le 25 décembre 2020, il s'engage pour la saison 2020-2021 avec le club turc de Tofaş Bursa. En août 2021, il signe un nouveau contrat avec le club turc pour la saison 2021-2022. 
En août 2022, il rejoint le championnat britannique et les London Lions au côté de deux anciens joueurs NBA, Kosta Koufos et Sam Dekker. 

## Clubs successifs
- 2007-2008 :  KK Rudeš
- 2008-2013 :  Cibona Zagreb
- 2013 :  Lietuvos rytas
- 2013-2015 :  KK Cedevita
- 2015-2016 :  Blue d'Oklahoma City
- 2016 :  BK Avtodor Saratov
- 2016-2017 :  BK Nijni Novgorod
- 2017 :  Trabzonspor
- 2017-2018 :  Telekom Baskets Bonn
- 2018-2019 :  Igokea Aleksandrovac
- 2019 :  Bàsquet Manresa
- 2019-2020 :  BK Ienisseï Krasnoïarsk
- 2020-2022 :  Tofaş Bursa
- 2022- :  London Lions

## Carrière en équipe nationale
Zubčić a remporté la médaille de bronze au Championnat d’Europe junior 2008. Il a ensuite remporté une deuxième médaille de bronze au Championnat du monde U19 2009 en Nouvelle-Zélande.
Tomislav Zubčić est international croate.
Il est convoqué pour la préparation à l'Euro Basket 2017 par le sélectionneur mais il ne participera pas à la compétition.
Il participe également aux qualifications pour la coupe du monde de basket 2019.